# Carl Gustaf Lars Armfelt

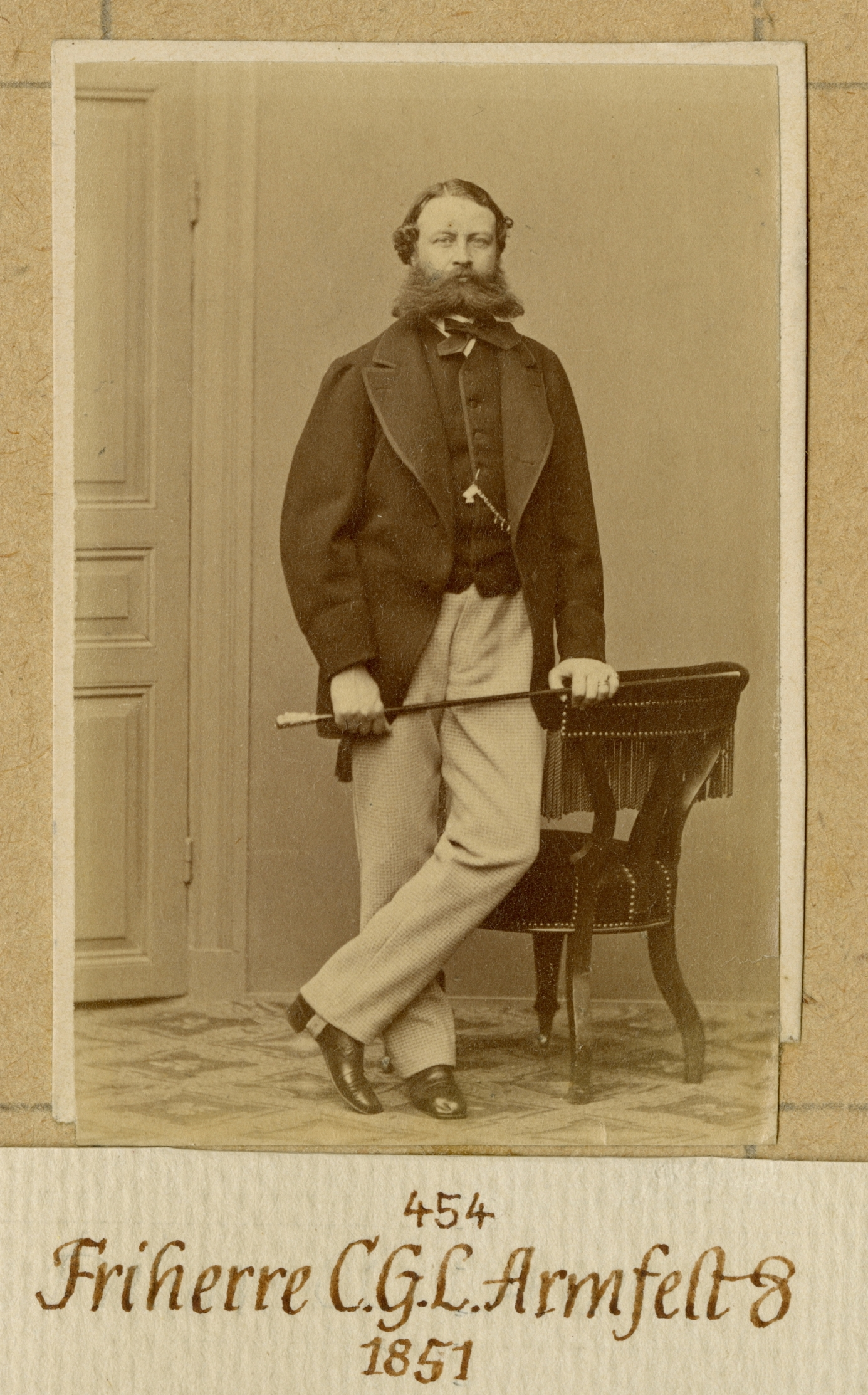
Carl Gustaf Lars Armfelt

Carl Gustaf Lars Armfelt, född 22 august 1830 på Skogaholms herrgård, död 5 maj 1909 på Kulla herrgård, Odensvi församling i Kalmars län, var en svensk friherre, militär och jordbrukare.
Han var son till Gustaf Fromhold Armfelt (1799–1867) och Aimée Marianne Fredrique Åkerhielm af Margretelund (1811–1899) samt från 1864 gift med Christine Constance Charlotte (Lotta) Cederbaum (1846–1931). Av makarnas två barn överlevde sonen Carl Gustaf till vuxen ålder. 
Armfelt var kadett vid Karlberg 1845 och utexaminerades där 1851. Han blev underlöjtnant vid Kungliga andra Livgardet, numera Göta livgarde, 1851 och utnämndes till löjtnant 1855 samt till kapten 1865 men begärde avsked och lämnade armén 1881. Armfelt ägde och drev Kulla herrgård och Oppeby herrgård i Odensvi socken, Kalmar län.  Han blev riddare av Svärdsorden 1872.